# Space Channel 5
Space Channel 5 ist eine Reihe von Musikvideospielen, entwickelt von United Game Artists unter der Leitung von Tetsuya Mizuguchi, und veröffentlicht durch Sega. Das Spielprinzip besteht darin, dass der Spieler vorgegebene Sequenzen von Tanzschritten durch Drücken der entsprechenden Tasten nachmachen muss.

## Spiele

### Space Channel 5
Space Channel 5 erschien zuerst in Japan für die Konsole Dreamcast am 16. Dezember 1999. Später erschien es in den USA am 6. Juni 2000 und in Europa am 8. Oktober 2000. Das Spiel erhielt ein Budgetrelease in Japan am 21. Dezember 2000 in einfacherer Verpackung. 2002 wurde Space Channel 5 für die PlayStation 2 portiert. Es erschien in Europa am 15. März 2002 und in Japan am 12. Dezember 2002. In den USA erschien es am 18. November 2003 als Space Channel 5 Special Edition.

### Space Channel 5: Part 2
Space Channel 5: Part 2 erschien in Japan am 14. Februar 2002 sowohl für die Dreamcast als auch für die PlayStation 2. Die PS2-Fassung erschien in Europa am 12. Februar 2003, und in den USA als Teil einer Special Edition zusammen mit dem ersten Teil am 18. November 2003. In Japan erschien eine Space Channel 5 Part 2 Limited Edition mit einem Tragekoffer und großen Kopfhörern. 
Das Punktesystem wich vom ersten Spiel ab. Schritte konnten nun durch das Gedrückthalten eines Knopfs aufgeladen werden, außerdem wurden Instrumentalbattles eingeführt, welche mit dem Steuerkreuz bestritten werden.

### Space Channel 5: Ulala's Cosmic Attack
Space Channel 5: Ulala's Cosmic Attack erschien 2003 für den Game Boy Advance im Rahmen eines Abkommens mit THQ.

### Ulala's Channel J
Ulala's Channel J erschien in Japan für Vodafone-Mobiltelefone.